# Alana Ramsay
Pour les articles homonymes, voir Ramsay.
Alana Ramsay est une skieuse handisport canadienne, née le 22 décembre 1994 à Calgary.

## Palmarès

### Jeux paralympiques
| Épreuve/Édition | Sotchi 2014 | Pyeongchang 2018 | Pékin 2022 |
| --------------- | ----------- | ---------------- | ---------- |
| Descente        | —           | 4e               | 7e         |
| Super G         | 10e         | Bronze           | Bronze     |
| Slalom géant    | DNF         | Bronze           | DNF        |
| Slalom          | 9e          | 6e               |            |
| Super combiné   | DNF         | Bronze           | Bronze     |